# Mystacornis crossleyi
Mystacornis crossleyi là một loài chim trong họ Vangidae.
Đây là loài đặc hữu của Madagascar. Loài này phân bố ở phía đông của Madagascar trong rừng lá rộng, từ mực nước biển lên đến 1800 m.
Chúng kiếm ăn đơn lẻ hoặc theo cặp. Chúng kiếm ăn trên mặt đất và bắt nhện, gián, sâu tai, bọ, châu chấu và kiến. Hiếm khi chúng bay, chúng đi bộ và chạy dùng mỏ kiếm thức ăn trong đống lá, rêu và đất.